# Arekolin
Arekolin är en verksam nikotinsyrabaserad mild parasympatomimetisk stimulerande alkaloid i drogen betel, som består arekanöt (betelnöt). Den är en luktfri oljig vätska, som kan ge en känsla av ökad vakenhet och energi, eufori och avkoppling. Dess psykoaktiva effekter är jämförbara med nikotin.

## Kemi
Arekolin är en bas och dess konjugatsyra har en pKa ~ 6,8. Arekolin är flyktigt i ångform, blandbart med de flesta organiska lösningsmedel och vatten, men kan extraheras från vatten med eter i närvaro av upplösta salter. Genom att vara basisk bildar arekolin salter med syror. Salterna är kristallina, men vanligtvis deliquescenta och hydrokloriden, arekolin•HCl, bildar nålar med smältpunkt 158 °C, medan hydrobromiden, arekolin•HBr, bildar smala prismor med smältpunkt 177–179. °C från varm alkohol.
Guldkloriden, arekolin•HAuCl4, är en olja, medan platinikloriden, arekolin2•H2PtCl6, med smältpunkt 176 °C, kristalliserar från vatten i orangeröda romboider. Metodiden bildar blickande prismor med smältpunkt 173-174 °C.

## Farmakologi
Arekolin är den primära aktiva ingrediensen som ansvarar för effekterna av arekanöten i centrala nervsystemet. Arekolin har jämförts med nikotin, som emellertid är antagonist till nikotinacetylkolinreceptorer. Arekolin är däremot främst en partiell agonist av muskarinacetylkolinreceptorer, vilket leder till dess parasympatiska effekter.
Hos grodor fungerar arekolin också som en antagonist (eller mycket svag partiell agonist) vid α4- och α6-innehållande nikotinacetylkolinreceptorer och som en tyst antagonist mot α7 nikotinreceptorer; detta kan stå för dess antiinflammatoriska effekter. Arekolin hämmar också AMPK genom generering av ROS i flera typer av celler.

### Effekter på nervsystemet
Arekolin främjar excitation och minskar sömntiden. Det förbättrar också inlärning och minne. Intraperitoneal administrering av arekolin minskar rörelseaktiviteten beroende på intagen dos. Arekolin omvänd skopolamin inducerad minnesförlust. Det kan också minska symtom på depression och schizofreni.

### Effekter på hjärt-kärlsystemet
AN (arekanöt) är en vasodilator främst på grund av närvaron av arekolin. Det har också antitrombos och anti-aterogena effekter genom att öka plasmats kväveoxid, eNos, och mRNA-uttryck och minska IL-8 tillsammans med andra nedregleringar.

### Effekter på endokrina systemet
Arkolin ökar nivån av testosteron genom att stimulera Leydigs celler samt nivåer av FSH och LH. Det aktiverar också HPA-axeln och stimulerar CRH-frisättning. Det förhindrar dysfunktion av B-celler i bukspottkörteln från högt fruktosintag.

### Effekter på matsmältningssystemet
Arekolin har förmågan att stimulera matsmältningssystemet genom aktivering av muskarinreceptorer. Extrakt från arekanötvatten kan öka sammandragningarna av magmuskeln och muskelremsor i tolvfingertarmen, ileum, och tjocktarmen avsevärt. Denna aktivitet kan orsakas av arekolin.

## Farmakokinetik
Arekolin metaboliseras av både njurar och lever. För närvarande,är 11 metaboliter av arekolin dokumenterade, bland vilka N-metylnipekotisk syra befunnits vara en viktig metabolit av både arekolin och arekaidin. Kalk sägs hydrolysera nästan alla arekolin till arekaidin, en GABA-återupptagshämmare. Arekaidin bildas också under levermetabolism av arekolin hos råttor.

## Användning
På grund av dess muskariniska och nikotinagonistiska egenskaper, har arekolin visat förbättring av inlärningsförmågan hos friska försökspersoner. Eftersom ett av kännetecknen för Alzheimers sjukdom är en kognitiv nedgång, föreslogs arekolin som en behandling för att sakta ner denna process.
Arekolin administrerat intravenöst har visat en mindre verbal och rumslig minnesförbättring hos Alzheimerpatienter, men på grund av arekolins möjliga cancerframkallande egenskaper är detta inte det första läkemedlet som valts för denna degenerativa sjukdom. I många asiatiska kulturer tuggas arekamuttern tillsammans med betelblad för att få en stimulerande effekt.